# Strofoida (matematyka)

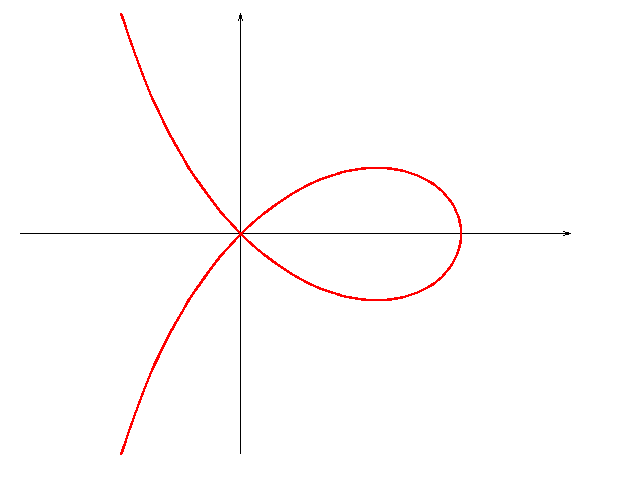
Strofoida w układzie współrzędnych kartezjańskich

Strofoida – krzywa płaska dana wzorem:
- we współrzędnych biegunowych

{\displaystyle r={\frac {a\cdot \cos {2\varphi }}{\cos {\varphi }}}}
- we współrzędnych prostokątnych[1]:

{\displaystyle y^{2}={\frac {(a-x)x^{2}}{a+x}}}